# Liste der Baudenkmäler in Geretsried

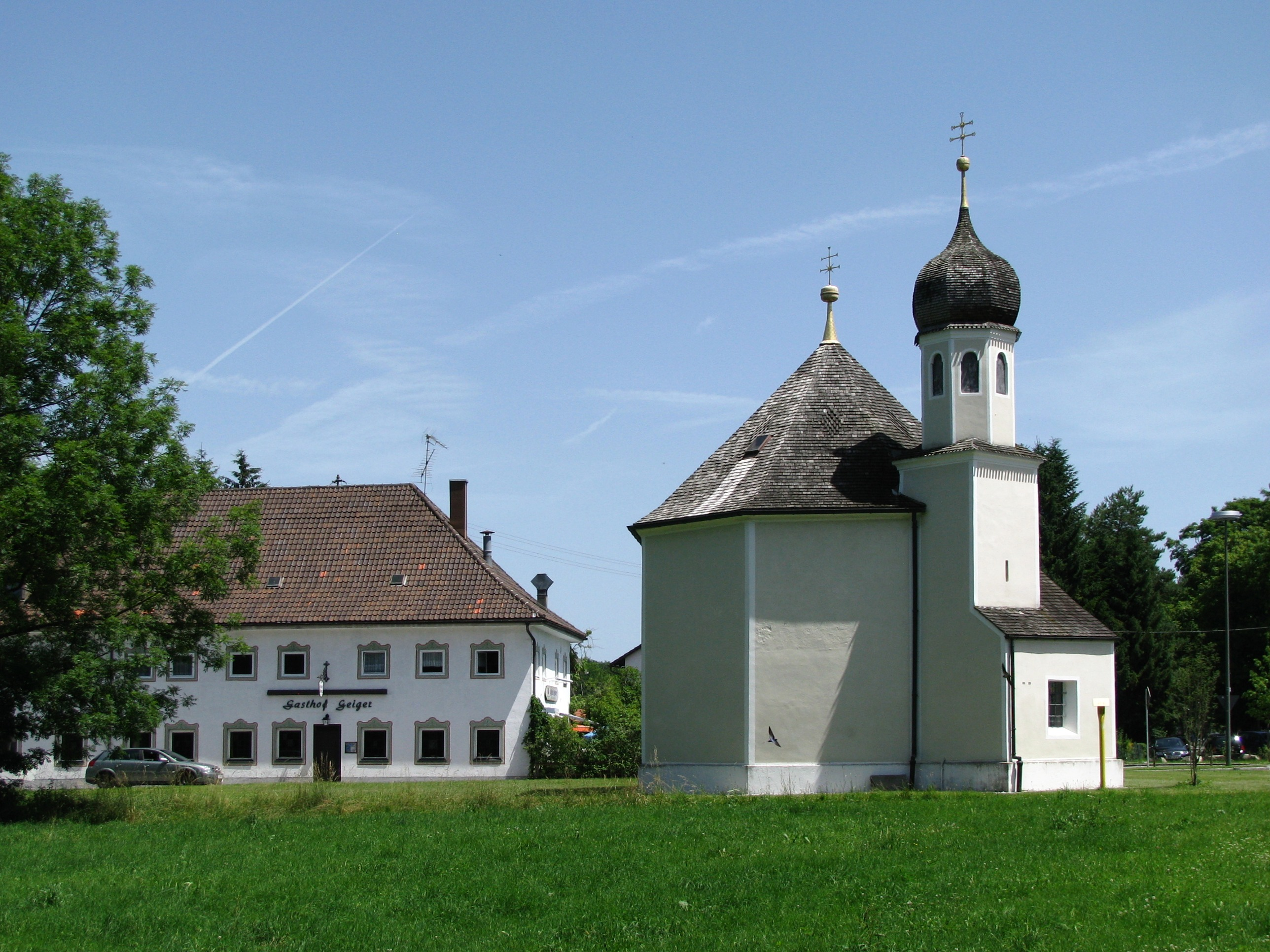
Blick auf St. Nikolaus

Auf dieser Seite sind die Baudenkmäler in der oberbayerischen Stadt Geretsried zusammengestellt. Diese Tabelle ist eine Teilliste der Liste der Baudenkmäler in Bayern. Grundlage ist die Bayerische Denkmalliste, die auf Basis des Bayerischen Denkmalschutzgesetzes vom 1. Oktober 1973 erstmals erstellt wurde und seither durch das Bayerische Landesamt für Denkmalpflege geführt wird. Die folgenden Angaben ersetzen nicht die rechtsverbindliche Auskunft der Denkmalschutzbehörde.

## Baudenkmäler nach Ortsteilen

### Geretsried
| Lage                               | Objekt                                                            | Beschreibung | Akten-Nr.              | Bild           |
| ---------------------------------- | ----------------------------------------------------------------- | --- | ---------------------- | -------------- |
| Nähe Bundesstraße 11 (Standort)    | Kapelle St. Nikolaus                                              | barocker Oktogonalbau mit Zeltdach und südwestlichem Zwiebelturm, 1722; mit Ausstattung | D-1-73-126-1 Wikidata  | weitere Bilder |
| Isardamm 20 (Standort)             | Künstlerhaus                                                      | Wohn- und Atelierhaus von Alf Lechner, ehem. Kohlebunker und Entaschungsanlage des Kraftwerks vom Sprengstoffwerk der Dynamit AG, Tarnname Tal I; mehrteiliger Baukomplex: turmartiger Kopfbau (ehem. Entaschungsgebäude) aus Stahlbeton mit vorkragendem Flachdach, Traufverblechung und Bänderung, nach Süden anschließend hoher, längsrechteckiger Stahlbetonmassivbau (ehem. Kohlebunker) mit vorkragendem Flachdach mit Traufverblechung und eingehaustem Kellerabgang, nördlicher Anbau des Kopfbaus, erdgeschossiger Flachdachbau mit einspringender nördlicher Fassade und Oberlichten, westlicher Anbau des Kopfbaus, zweigeschossiger Verbindungsriegel und Wohnhaus, zweigeschossiger Kubus ohne Dachvorsprung, Kernbauten von 1938, Umbau und Erweiterung, Alf Lechner und die Architekten Hermann und Elfriede Rühl, 1980; mit Ausstattung. | D-1-73-126-24          | BW             |
| Karl-Lederer-Platz 1 (Standort)    | Ehemaliges Verwaltungsgebäude der Sprengstoffwerke, jetzt Rathaus | zweigeschossiger putzgegliederter Zweiflügelbau in barockisierenden Heimatstilformen mit Flachsatteldächern und Eingangsturm, von Paul Wenz, 1939/40 | D-1-73-126-15 Wikidata | weitere Bilder |
| Richard-Wagner-Straße 3 (Standort) | Ehem. evang.-Luth. Versöhnungskirche und Gemeindezentrum          | modularer, erweiterbarer Aluminiumskelettbau, holzverschindelt, aus sechs hexagonalen, flachgedeckten Raumeinheiten mit versenkbaren Trennwänden, zweigeschossige Vorhalle mit Empore, Kapelle, Gemeinde- und Nebenräume, Vordach mit Glockenträger, von Franz Lichtblau und Ludwig Bauer, 1969/70; mit Ausstattung. | D-1-73-126-25          | BW             |

### Buchberg
| Lage                   | Objekt  | Beschreibung                                                     | Akten-Nr.             | Bild    |
| ---------------------- | ------- | ---------------------------------------------------------------- | --------------------- | ------- |
| In Buchberg (Standort) | Kapelle | rechteckiger Satteldachbau mit Dachreiter, 1857; mit Ausstattung | D-1-73-126-2 Wikidata | Kapelle |

### Gelting
| Lage                               | Objekt                                          | Beschreibung | Akten-Nr.              | Bild                                            |
| ---------------------------------- | ----------------------------------------------- | --- | ---------------------- | ----------------------------------------------- |
| Am Haken 12 (Standort)             | Ehemals Kleinbauernhaus (Weber)                 | zweigeschossiger Flachsatteldachbau mit Giebelluken, 1. Hälfte 19. Jahrhundert | D-1-73-126-6 Wikidata  | Ehemals Kleinbauernhaus (Weber)                 |
| Buchberger Straße 1 (Standort)     | Ehemaliges Bauernhaus (Saliter)                 | Flachsatteldachbau mit Blockbau-Obergeschoss und Giebelbalkon, im Kern 1. Hälfte 18. Jahrhundert | D-1-73-126-7 Wikidata  | Ehemaliges Bauernhaus (Saliter)                 |
| Herrnhauser Straße 2 (Standort)    | Ehemaliges Kleinbauernhaus (Weigl)              | zweigeschossiger Flachsatteldachbau mit traufseitigem Balkon, im Kern 2. Hälfte 18. Jahrhundert, erneuert | D-1-73-126-8 Wikidata  | Ehemaliges Kleinbauernhaus (Weigl)              |
| Herrnhauser Straße 4 (Standort)    | Ehemaliges Kleinbauernhaus (Schmied)            | zweigeschossiger Flachsatteldachbau mit Giebeltenne, im Kern 2. Hälfte 18. Jahrhundert | D-1-73-126-9 Wikidata  | Ehemaliges Kleinbauernhaus (Schmied)            |
| Herrnhauser Straße 5 (Standort)    | Wohnteil eines ehemaligen Bauernhauses (Harrer) | zweigeschossiger putzgegliederter Flachsatteldachbau mit traufseitiger Laube, im Kern Mitte 17. Jahrhundert, erneuert                                                                                          | D-1-73-126-10 Wikidata | Wohnteil eines ehemaligen Bauernhauses (Harrer) |
| Herrnhauser Straße 6 (Standort)    | Bauernhaus (Koller)                             | Flachsatteldachbau mit verputztem Blockbau-Obergeschoss, traufseitigem Balkon und eingebautem zweigeschossigem Getreidekasten, im Kern 18. Jahrhundert, Getreidekasten 2. Hälfte 17. Jahrhundert               | D-1-73-126-11 Wikidata | weitere Bilder                                  |
| Herrnhauser Straße 6 (Standort)    | Bauernhaus (Koller)                             | Getreidekasten 2. Hälfte 17. Jahrhundert | D-1-73-126-11 Wikidata | Bauernhaus (Koller)                             |
| Siedlungstraße 1 (Standort)        | Ehemaliges Bauernhaus (Moar)                    | zweigeschossiger Flachsatteldachbau mit traufseitiger Laube und verschaltem Giebel, im Kern 2. Hälfte 17. Jahrhundert                                                                                          | D-1-73-126-12 Wikidata | Ehemaliges Bauernhaus (Moar)                    |
| Wolfratshauser Straße (Standort)   | Ehemalige Dorfschmiede                          | erdgeschossiger Flachsatteldachbau mit hölzernem Beschlagstand, 1. Hälfte 19. Jahrhundert | D-1-73-126-4 Wikidata  | Ehemalige Dorfschmiede                          |
| Wolfratshauser Straße 1 (Standort) | Katholische Filialkirche St. Benedikt           | barocker Saalraum mit eingezogenem Polygonalchor und nördlichem Zwiebelturm, von Georg Zellermair, 1631–49, Turmuntergeschoss 1532, Obergeschoss 1659/60 und 1708 erneuert, Umgestaltung 1734; mit Ausstattung | D-1-73-126-3 Wikidata  | weitere Bilder                                  |
| Wolfratshauser Straße 4 (Standort) | Ehemaliges Kleinbauernhaus (Maul)               | Steildachbau mit verputztem Blockbau-Obergeschoss und verbrettertem Giebelfeld, 1. Hälfte 19. Jahrhundert | D-1-73-126-13 Wikidata | Ehemaliges Kleinbauernhaus (Maul)               |

### Schwaigwall
| Lage                     | Objekt  | Beschreibung | Akten-Nr.              | Bild           |
| ------------------------ | ------- | --- | ---------------------- | -------------- |
| Schwaigwall 2 (Standort) | Gutshof | Gutshaus, zweigeschossiger putzgegliederter Halbwalmdachbau, 1. Viertel 19. Jahrhundert; Ökonomiehof, zweigeschossige Dreiflügelanlage mit Fassadenmalerei, 1. Viertel 19. Jahrhundert, 1927 nach Brand erneuert | D-1-73-126-14 Wikidata | weitere Bilder |